# ТЕЦ Люблін (Megatem)
ТЕЦ Люблін (Megatem) — теплоелектроцентраль на сході Польщі у місті Люблін.
У 1956-му на автомобільному заводі в Любліні запустили власну електростанцію, обладнану п'ятьма вугільними паровими котлами виробництва НДР типу EKM-50 та двома чеськими турбогенераторами потужністю по 12 МВт.
З початку 1960-х окрім забезпечення потреб підприємства ТЕЦ почала подавати тепло сусіднім житловим районам. У 1972-му та 1973-му для покриття пікових навантажень на ній змонтували два вугільні водогрійні котли WP-70 потужністю 81 МВт, які постачила компанія Rafako (Рацибуж). В 1980-му до них додали третій котел того ж виробника типу WP-120 потужністю 140 МВт.
З 2002-го станція відокремили від автозаводу, котрий збанкрутував.
В 2007-му турбіну APT-12 агрегату № 2 замінили на нову виробництва Siemens типу PB R-12 потужністю 10,64 МВт. А в 2013-му придбали другу сучасну теплофікаційну турбіну потужністю 12 МВт.
В 2011-му замість застарілого котла EKM-50 зі станційним номером К-1 змонтували новий типу OR50-N виробництва Energoserwis.
Станом на другу половину 2010-х електрична та теплова потужність когенераційної частини станції рахувались як 22,64 МВт та 138,46 МВт відповідно.
В кінці 2019-го оголосили тендер на постачання ще одного турбоагрегата електричною та тепловою потужністю 12 МВт та 40 МВт відповідно, котрий має живитись від спалювання біомаси.
Первісно видалення продуктів згоряння відбувалось за допомогою окремого димаря для кожного котла EKM, проте з початку 1970-х всі котли станції підключили до нової споруди висотою 115 метрів.
Зв'язок з енергосистемою відбувається по ЛЕП, розрахованій на роботу під напругою 110 кВ.